# ウッシー・ディガード
ウッシー・ディガード（Uschi Digard、1948年8月15日 - ）はスウェーデンのソフトコアポルノ女優・モデル。ラス・メイヤー監督作品への出演で有名である。

## 生い立ち
幼児期の事を尋ねられ、彼女は以下のように答えている。
| 「 | 私はスウェーデン・ストックホルム郊外の小さな町サルトショー・ドゥーヴネスで生まれ、スウェーデン人とスイス人の血をひいています。幼くして修道女に地域で最高の学校であった全寮制学校に連れて行かれ、そしてかなり見境のない子供でした。男性ではなく本に対して。私は本を読むのが好きで6歳の時には本質が失われた翻訳本を読むだけでは飽き足らなくなって、外国語を学ぼうと決意しました。7歳までには小さな町の図書館にある本を全て読み尽くしました。 | 」 |

ディガードの胸は早くから発達し始めた。これについては次のようにコメントしている。
| 「 | 11歳で胸が大きくなり始めたが、学校では全員制服着用が義務付けられていて、胸のある事は望ましくなかったので、押さえつけて隠していました。15歳になる頃には私の胸は40インチ（約102cm）のDDカップになっていました。 | 」 |

## キャリア
スウェーデンで主演した数本のエロティック映画で人気を博した。1966年にアメリカに渡ると、直ぐに多数のセクスプロイテーション映画やポルノ雑誌に出演するようになり、1960年代後半から1970年代前半にかけて最も有名な巨乳モデルの1人となった。
ラス・メイヤーの『チェリー、ハリー&ラクエル』（1970年）でストーリーには直接絡まない象徴的な案内役として（登場人物には彼女の姿は見えていない）、現実と虚構の狭間を裸で闊歩し、飛び跳ね、創作ダンスを披露する「ソウル」役で出演した。同じメイヤー監督の『スーパー・ヴィクセン』（1975年）や『ウルトラ・ヴィクセン』（1979年）でも「スーパーソウル」役で出演している。
後に何本かのポルノ映画に出演し、ジョン・ホームズ、キャンディ・サンプルズ、キトゥン・ナティビダッドなどのポルノスターと共演した。ほとんどがレズビアンシーンや絡み無しの出演である。同じ頃、主にトライアンフ・スタジオやロン・ドヴォルキンズ・ベルストーンの「セクシーレスリング」短編映画でも主演している。

## 出演作の一部
- 1970年：『チェリー、ハリー&ラクエル (Cherry, Harry & Raquel!)』
- 1971年：『ポルノ・ヘビータッチ (A Touch of Sweden)』
- 1972年：『SEX女王蜂/痴女絶叫 (Wild Honey)』
- 1973年：『スーパー・ギャルのお色気フライト (Superchick)』
- 1975年：『スーパー・ヴィクセン (Supervixens)』
- 1976年：『デカパイ・アンダーソン/アメリカ海軍 (Chesty Anderson, USN)』
- 1979年：『ウルトラ・ヴィクセン (Beneath the Valley of the Ultra-Vixens)』